# Leszno (województwo podkarpackie)
Leszno, do 1977 i IV–XII 1981 Poździacz (ukr. Поздяч) – wieś w Polsce położona w województwie podkarpackim, w powiecie przemyskim, w gminie Medyka.
Wieś starostwa przemyskiego Pozdziacza położona była na przełomie XVI i XVII wieku w powiecie przemyskim ziemi przemyskiej województwa ruskiego. W latach 1975–1998 miejscowość położona była w województwie przemyskim.

## Historia
Wieś wzmiankowana jest po raz pierwszy w dokumencie z 1589 jako wyznaczona do dostarczania podwód dla Przemyśla. Parafia istniała tu od XVI w. Pop cerkwi św. Bazylego w Poździaczu wymieniany jest w dekrecie sądu trybunalskiego w Lublinie z 1614. Znaczną większość ludności Poździacza stanowili Ukraińcy, których w liczbie 677 osób wysiedlono podczas Akcji „Wisła” w kwietniu i maju 1947. Część z nich wróciła po 1956.
W 1977 zarządzeniem ministra administracji zmieniono nazwy 120 miejscowości w Polsce południowo-wschodniej. Wśród nich znalazł się Poździacz, który otrzymał nazwę Leszno. Stare nazwy przywrócono w 1981 wszystkim miejscowościom z wyjątkiem Poździacza, który na życzenie mieszkańców pozostał Lesznem.

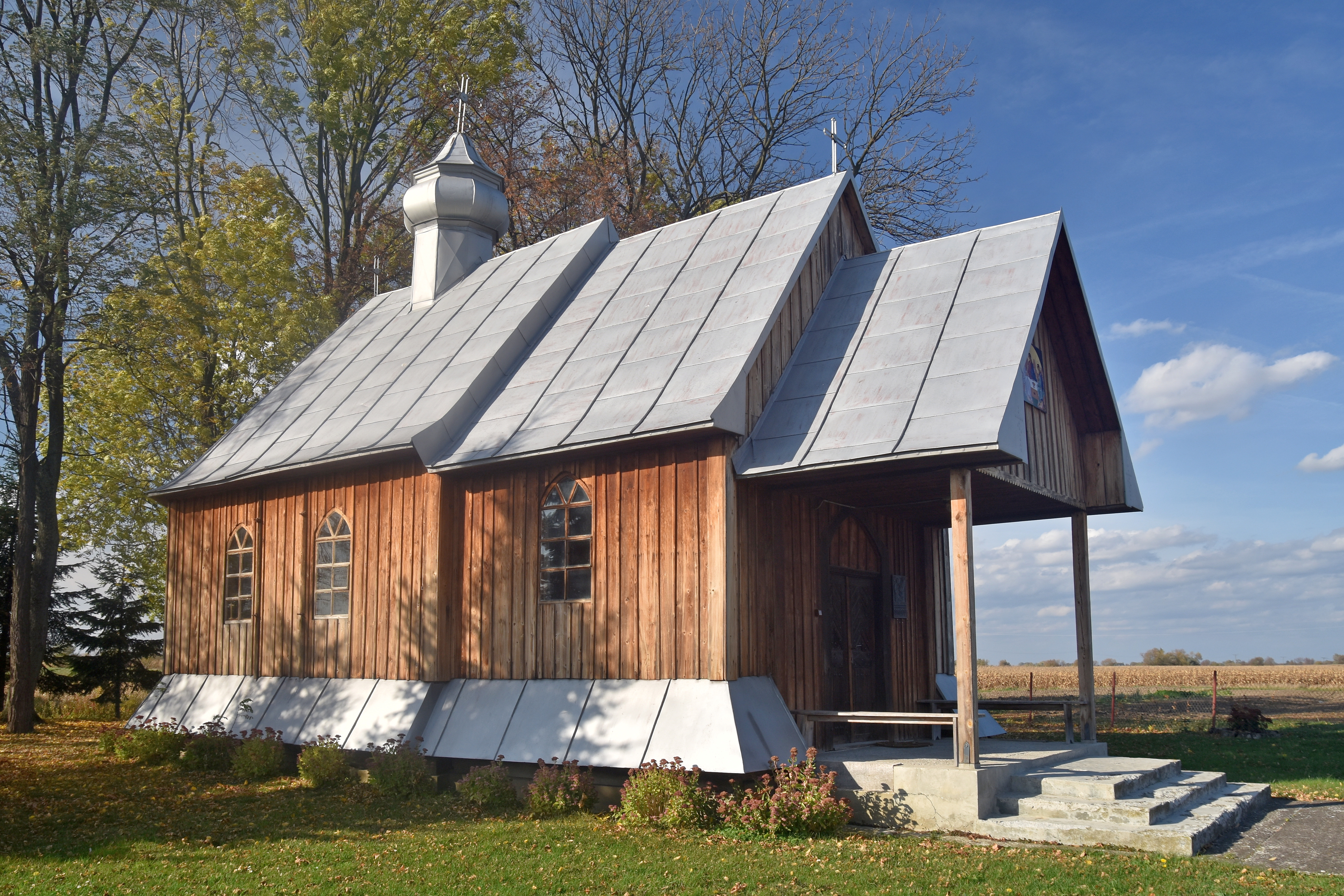
Cerkiew greckokatolicka Trójcy Świętej
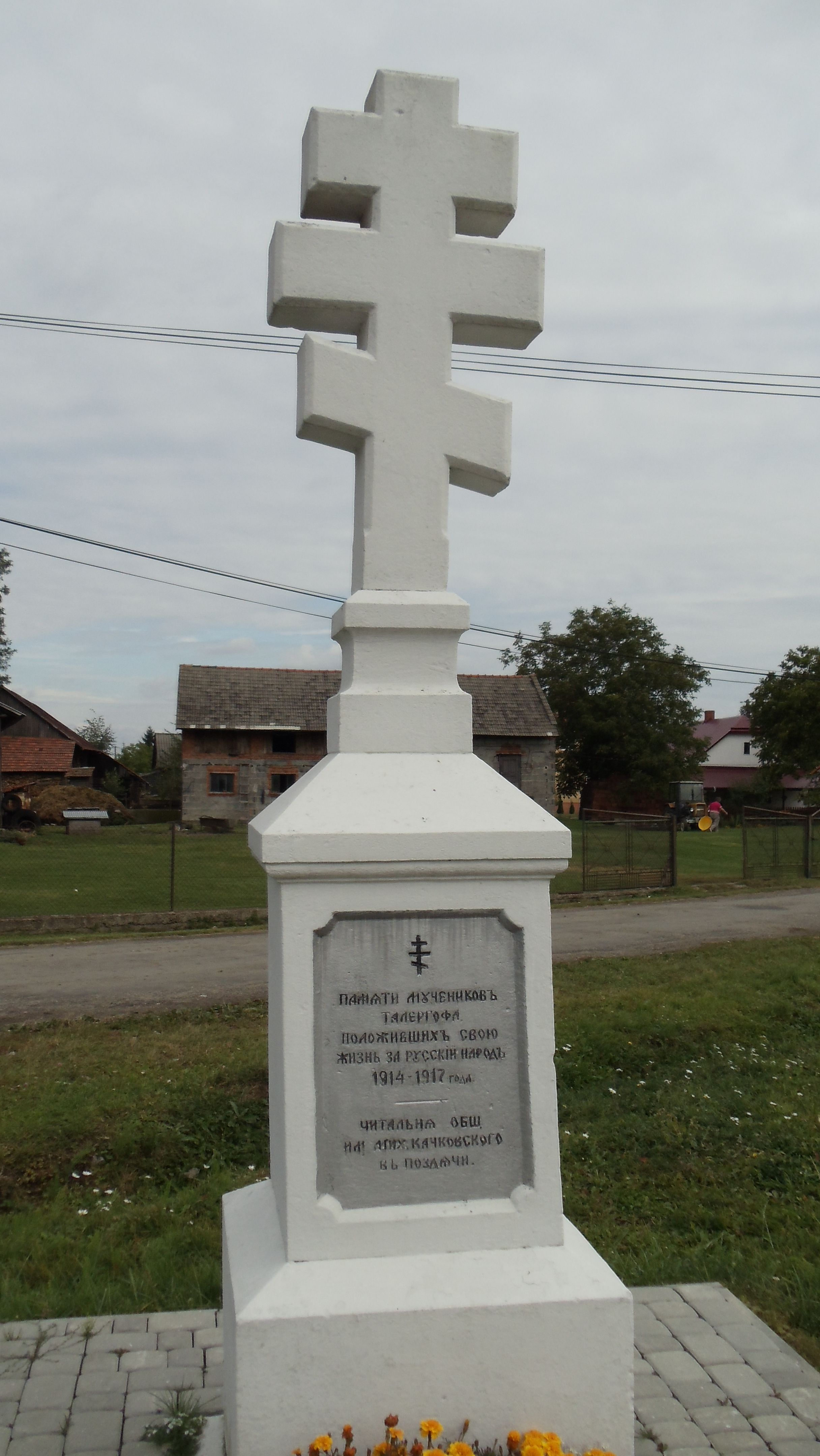
Pomnik ofiar Talerhofu w Lesznie

## Zabytki
- cerkiew św. Bazylego Wielkiego w Lesznie, aktualnie kościół pw. NMP Niepokalanie Poczętej, parafia rzymskokatolicka
- cerkiew Trójcy Świętej w Lesznie
- drewniana kapliczka obok wyżej opisanej kaplicy.

Do niedawna obok cerkwi stała drewniana, czworoboczna dzwonnica z XVIII w. z XVI-wiecznym dzwonem (runęła w 2000). Ma być odbudowana i ustawiona obok dawnej kaplicy (obecnej cerkwi parafialnej). Leszno leży na szlaku architektury drewnianej.

## Sport
W miejscowości istnieje klub sportowy LKS Fenix Leszno założony w 1950 roku.